# Републикански път III-296
Републикански път IIІ-296 е третокласен път, част от републиканската пътна мрежа на България, изцяло на територията на област Добрич. Дължината му е 45,5 км.
Пътят се отклонява надясно при 68,2-ри км на Републикански път II-29 в центъра на град Генерал Тошево и се насочва на югоизток през най-равната част на Добруджа. Минава последователно през селата Люляково, Преселенци, Василево, Конаре, Крупен, Вранино и Могилище, пресича град Каварна през центъра и достига до пристанище Каварна на Черно море.
По протежението на пътя наляво от него се отделят два третокласни пътя от Републиканската пътна мрежа с четирицифрени номера:
- при 22,1 км, в село Конаре — Републикански път III-2961 през селата Белгун, Септемврийци, Нейково, Твърдица и Божаново до 14,1 км на Републикански път I-9;
- при 31,6 км, в село Вранино — Републикански път III-2963 през селата Челопечене, Белгун и Сърнино до село Спасово при 17,9 км на Републикански път III-2904.

| Пътища, отклоняващи се надясно (населено място, № на пътя, посока на пътя) | Км   | Пътища, отклоняващи се наляво (посока на пътя, № на пътя, населено място)              |
| -------------------------------------------------------------------------- | ---- | -------------------------------------------------------------------------------------- |
| Община Генерал Тошево, II-29, 68,2 км, гр. Генерал Тошево →                | 0,0  | → гр. Генерал Тошево, 68,2 км, II-29, Община Генерал Тошево                            |
| (от 58,1 км на I-9) III-9002, 31,3 км, гр. Генерал Тошево →                | 0,7  | гр. Генерал Тошево                                                                     |
|                                                                            | 2,6  | → общински път (за с. Писарово)                                                        |
| с. Люляково                                                                | 5,1  | с. Люляково                                                                            |
| (от 48,7 км на II-29) III-9701, 23,3 км, с. Преселенци →                   | 10,5 | с. Преселенци                                                                          |
| с. Преселенци                                                              | 11,0 | → с. Преселенци, 23,8 км, III-9701 (до с. Сърнино)                                     |
| (за с. Балканци) общински път, с. Василево ←                               | 16,4 | → с. Василево, общински път (за с. Калина)                                             |
|                                                                            | 17,9 | → общински път (за с. Средина)                                                         |
| с. Конаре                                                                  | 22,1 | → с. Конаре, 0 км, III-2961 (до 14,1 км на I-9)                                        |
| Община Каварна                                                             | 23,7 | Община Каварна                                                                         |
| с. Крупен                                                                  | 26,6 | с. Крупен                                                                              |
| с. Вранино                                                                 | 31,6 | → с. Вранино, 0 км, III-2963 (до с. Спасово) → с. Вранино, общински път (за с. Иречек) |
| (за с. Гурково) общински път ←                                             | 34,5 |                                                                                        |
| с. Могилище                                                                | 36,2 | с. Могилище                                                                            |
| (до ГКПП Малко Търново) I-9, 43,5 км ←                                     | 41,0 | ← 43,5 км, I-9 (от ГКПП Дуранкулак)                                                    |
| гр. Каварна                                                                | 42,1 | гр. Каварна                                                                            |
| пристанище Каварна                                                         | 45,5 | пристанище Каварна                                                                     |

Забележка
1. ↑  На протежение от 0,5 км в село Преселенци (от км 10,5 до км 11,0) Републикански път III-296 се дублира с Републикански път III-9701 (от км 23,3 до км 23,8)